# Cerro San Antonio
El Cerro San Antonio, también llamado Cerro del Inglés, se encuentra en Piriápolis (Departamento de Maldonado, Uruguay). Tiene una altura de 130 m s. n. m. 

## Ascenso al cerro
Tiene un sistema de aerosillas por el cual se puede llegar a la cima. También, ya que sus laderas no son muy pronunciadas, se puede acceder en auto, por una ruta que sube al cerro. Camino a la cumbre se encuentra la Virgen de los Pescadores, a unos 70 metros de altura, sobre un pequeño pedestal que da al mar. Debajo de la imagen de esta virgen se encuentra la piedra fundamental de la ciudad de Piriápolis.

## Cumbre
En la cumbre se encuentra el templo de San Antonio, cuya imagen de terracota fue traída de Milán, Italia, y un pequeño parador con piscina. Además desde allí se tiene una perspectiva de la zona; hacia el oeste puede verse la bahía y el puerto con el centro de la ciudad de Piriápolis y las sierras en el horizonte; hacia el norte se observa el Cerro del Toro, el Pan de Azúcar y otros cerros menores, y hacia el este se puede apreciar la entrada rocosa que conforma la Punta Colorada con sus residencias.
A su vez se pueden encontrar locales con ventas de artesanías y suvenires, un parador, y una antena, que es visualizada desde todo punto que se pueda ver dicho cerro.